# Resolutie 133 Veiligheidsraad Verenigde Naties
Resolutie 133 van de Veiligheidsraad van de Verenigde Naties was de eerste resolutie van de VN-Veiligheidsraad in de jaren 1960. De resolutie werd unaniem aangenomen op 26 januari 1960 en beval Kameroen aan voor VN-lidmaatschap.

## Inhoud
De Veiligheidsraad bestudeerde de aanvraag voor lidmaatschap van de VN van de Republiek Kameroen. De Algemene Vergadering werd aanbevolen om aan Kameroen het VN-lidmaatschap toe te kennen.

## Verwante resoluties
- Resolutie 125 Veiligheidsraad Verenigde Naties (Malakka)
- Resolutie 131 Veiligheidsraad Verenigde Naties (Guinee)
- Resolutie 136 Veiligheidsraad Verenigde Naties (Togo)
- Resolutie 139 Veiligheidsraad Verenigde Naties (Mali-federatie)

Lijst ·  133 ·  134 ·  135 ·  136 ·  137 ·  138 ·  139 ·  140 ·  141 ·  142 ·  143 ·  144 ·  145 ·  146 ·  147 ·  148 ·  149 ·  150 ·  151 ·  152 ·  153 ·  154 ·  155 ·  156 ·  157 ·  158 ·  159 ·  160